# WTA Finals de 2019

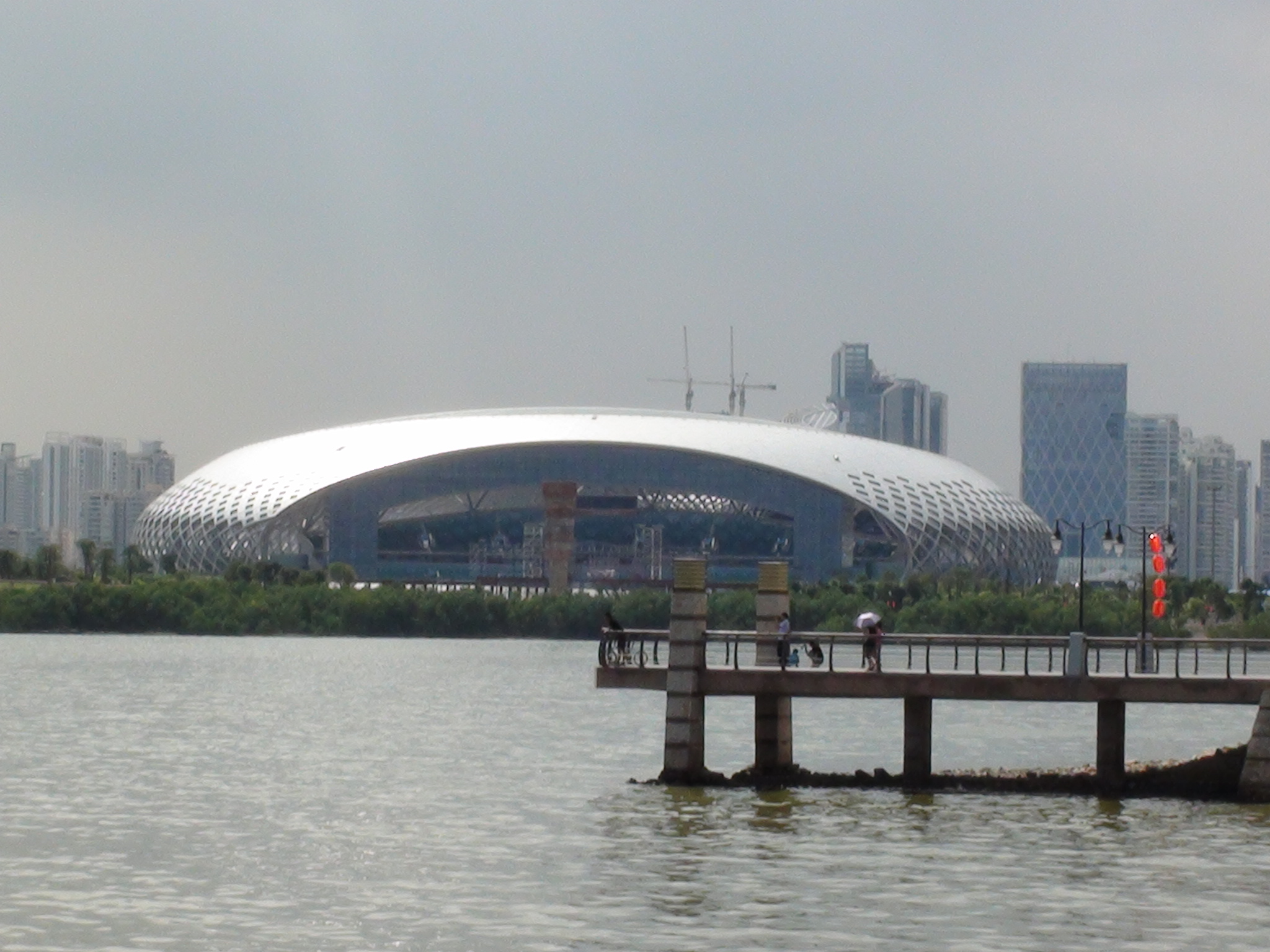
Estádio que ocorre os campeonatos

O WTA Finals de 2019 foi um torneio de tênis feminino disputado em quadras duras cobertas na cidade de Shenzhen, na China. Esta foi a 49ª edição de simples e 44ª de duplas.

## Pontuação e premiação

### Antes do torneio
A premiação máxima do WTA Finals de 2019 é de US$ 14.000.000. Ela varia de acordo com a campanha das jogadoras.
| Simples                                                           | Simples                                                          | Simples                |
| Fase                                                              | Premiação                                                        | Pontos                 |
| ----------------------------------------------------------------- | ---------------------------------------------------------------- | ---------------------- |
| Título                                                            | RR + US$ 3.505.000                                               | SF + 750               |
| Final                                                             | RR + US$ 1.180.000                                               | SF + 330               |
| Semifinal                                                         | RR + US$ 80.000                                                  | RR                     |
| Vitória por jogo na fase de grupos                                | US$ 305.000                                                      | 125                    |
| Participação (para as oito originalmente classificadas)           | 3 jogos = US$ 305.000 2 jogos = US$ 265.000 1 jogo = US$ 220.000 | 125 por jogo           |
| Alternates                                                        | 2 jogos = US$ 210.000 1 jogo = US$ 165.000 0 jogo = US$ 125.000  | 125 por V 125 por jogo |
| RR significa premiação ou pontuação conquistada na fase de grupos |                                                                  |                        |

| Duplas                                                            | Duplas                                                           | Duplas                 |
| Fase                                                              | Premiação                                                        | Pontos                 |
| ----------------------------------------------------------------- | ---------------------------------------------------------------- | ---------------------- |
| Título                                                            | RR + US$ 700.000                                                 | SF + 750               |
| Final                                                             | RR + US$ 225.000                                                 | SF + 330               |
| Semifinal                                                         | RR + US$ 15.000                                                  | RR                     |
| Vitória por jogo na fase de grupos                                | US$ 50.000                                                       | 125                    |
| Participação (para as oito originalmente classificadas)           | 3 jogos = US$ 150.000 2 jogos = US$ 130.000 1 jogo = US$ 110.000 | 125 por jogo           |
| Alternates                                                        | 2 jogos = US$ 90.000 1 jogo = US$ 70.000 0 jogo = US$ 50.000     | 125 por V 125 por jogo |
| RR significa premiação ou pontuação conquistada na fase de grupos |                                                                  |                        |

### Depois do torneio
Valores pagos de acordo com a campanha de cada jogador ou dupla.
| Simples           | Simples      | Simples       | Simples        | Simples   |
| Jogadora          | Premiação    | Premiação     | Total          | Pontuação |
| Jogadora          | Participação | Campanha      | Total          | Pontuação |
| ----------------- | ------------ | ------------- | -------------- | --------- |
| Ashleigh Barty    | US$ 305.000  | US$ 4.115.000 | US$ 4.420.000  | 1.375     |
| Elina Svitolina   | US$ 305.000  | US$ 2.095.000 | US$ 2.400.000  | 1.080     |
| Belinda Bencic    | US$ 305.000  | US$ 690.000   | US$ 995.000    | 625       |
| Karolína Plíšková | US$ 305.000  | US$ 690.000   | US$ 995.000    | 625       |
| Simona Halep      | US$ 305.000  | US$ 305.000   | US$ 610.000    | 500       |
| Naomi Osaka       | US$ 220.000  | US$ 305.000   | US$ 525.000    | 250       |
| Kiki Bertens      | US$ 210.000  | US$ 305.000   | US$ 515.000    | 375       |
| Petra Kvitová     | US$ 305.000  | US$ 0         | US$ 305.000    | 375       |
| Bianca Andreescu  | US$ 265.000  | US$ 0         | US$ 265.000    | 250       |
| Sofia Kenin       | US$ 165.000  | US$ 0         | US$ 165.000    | 125       |
| Total             | Total        | Total         | US$ 11.195.000 |           |

| Duplas                                | Duplas       | Duplas      | Duplas        | Duplas    |
| Jogadora                              | Premiação    | Premiação   | Total         | Pontuação |
| Jogadora                              | Participação | Campanha    | Total         | Pontuação |
| ------------------------------------- | ------------ | ----------- | ------------- | --------- |
| Tímea Babos Kristina Mladenovic       | US$ 150.000  | US$ 850.000 | US$ 1.000.000 | 1.500     |
| Hsieh Su-wei Barbora Strýcová         | US$ 150.000  | US$ 325.000 | US$ 475.000   | 955       |
| Anna-Lena Friedsam Demi Schuurs       | US$ 150.000  | US$ 115.000 | US$ 265.000   | 625       |
| Samantha Stosur Zhang Shuai           | US$ 150.000  | US$ 115.000 | US$ 265.000   | 625       |
| Gabriela Dabrowski Xu Yifan           | US$ 150.000  | US$ 50.000  | US$ 200.000   | 500       |
| Barbora Krejčíková Kateřina Siniaková | US$ 150.000  | US$ 50.000  | US$ 200.000   | 500       |
| Elise Mertens Aryna Sabalenka         | US$ 150.000  | US$ 50.000  | US$ 200.000   | 500       |
| Chan Hao-ching Latisha Chan           | US$ 150.000  | US$ 0       | US$ 150.000   | 375       |
| Total                                 | Total        | Total       | US$ 2.755.000 |           |

- Total simples + duplas = US$ 13.950.000

## Qualificação
| Corrida final de simples - Porsche Race to Shenzhen (21 de outubro de 2019) | Corrida final de simples - Porsche Race to Shenzhen (21 de outubro de 2019) | Corrida final de simples - Porsche Race to Shenzhen (21 de outubro de 2019) | Corrida final de simples - Porsche Race to Shenzhen (21 de outubro de 2019) | Corrida final de simples - Porsche Race to Shenzhen (21 de outubro de 2019) |
| Pos.                                                                        | Jogadora                                                                    | Pontos                                                                      | Torneios                                                                    | Data da qualificação                                                        |
| --------------------------------------------------------------------------- | --------------------------------------------------------------------------- | --------------------------------------------------------------------------- | --------------------------------------------------------------------------- | --------------------------------------------------------------------------- |
| 1ª                                                                          | Ashleigh Barty                                                              | 6.476                                                                       | 14                                                                          | 9 de setembro                                                               |
| 2ª                                                                          | Karolína Plíšková                                                           | 5.315                                                                       | 18                                                                          | 15 de setembro                                                              |
| 3ª                                                                          | Naomi Osaka                                                                 | 5.246                                                                       | 16                                                                          | 4 de outubro                                                                |
| 4ª                                                                          | Simona Halep                                                                | 4.962                                                                       | 14                                                                          | 2 de outubro                                                                |
| 5ª                                                                          | Bianca Andreescu                                                            | 4.942                                                                       | 14                                                                          | 2 de outubro                                                                |
| 6ª                                                                          | Petra Kvitová                                                               | 4.401                                                                       | 16                                                                          | 7 de outubro                                                                |
| 7ª                                                                          | Belinda Bencic                                                              | 4.120                                                                       | 24                                                                          | 19 de outubro                                                               |
| 8ª                                                                          | Elina Svitolina                                                             | 3.995                                                                       | 21                                                                          | 14 de outubro                                                               |
| 9ª                                                                          | Serena Williams                                                             | 3.935                                                                       | 10                                                                          |                                                                             |
| 10ª                                                                         | Kiki Bertens                                                                | 3.870                                                                       | 26                                                                          |                                                                             |
| 11ª                                                                         | Johanna Konta                                                               | 2.879                                                                       | 17                                                                          |                                                                             |
| 12ª                                                                         | Sofia Kenin                                                                 | 2.615                                                                       | 23                                                                          |                                                                             |
| 13ª                                                                         | Madison Keys                                                                | 2.607                                                                       | 14                                                                          |                                                                             |
| 14ª                                                                         | Aryna Sabalenka                                                             | 2.520                                                                       | 23                                                                          |                                                                             |
| 15ª                                                                         | Petra Martić                                                                | 2.458                                                                       | 17                                                                          |                                                                             |
| 16ª                                                                         | Markéta Vondroušová                                                         | 2.390                                                                       | 11                                                                          |                                                                             |
| 17ª                                                                         | Angelique Kerber                                                            | 2.275                                                                       | 21                                                                          |                                                                             |
| 18ª                                                                         | Elise Mertens                                                               | 2.190                                                                       | 25                                                                          |                                                                             |
| 19ª                                                                         | Alison Riske                                                                | 2.185                                                                       | 23                                                                          |                                                                             |
| 20ª                                                                         | Donna Vekić                                                                 | 2.185                                                                       | 22                                                                          |                                                                             |

| Corrida final de duplas - Porsche Race to Shenzhen (21 de outubro de 2019) | Corrida final de duplas - Porsche Race to Shenzhen (21 de outubro de 2019) | Corrida final de duplas - Porsche Race to Shenzhen (21 de outubro de 2019) | Corrida final de duplas - Porsche Race to Shenzhen (21 de outubro de 2019) | Corrida final de duplas - Porsche Race to Shenzhen (21 de outubro de 2019) |
| Pos.                                                                       | Jogadora                                                                   | Pontos                                                                     | Torneios                                                                   | Data da qualificação                                                       |
| -------------------------------------------------------------------------- | -------------------------------------------------------------------------- | -------------------------------------------------------------------------- | -------------------------------------------------------------------------- | -------------------------------------------------------------------------- |
| 1ª                                                                         | Elise Mertens Aryna Sabalenka                                              | 6.057                                                                      | 11                                                                         | 9 de setembro                                                              |
| 2ª                                                                         | Hsieh Su-wei Barbora Strýcová                                              | 5.490                                                                      | 13                                                                         | 1º de setembro                                                             |
| 3ª                                                                         | Tímea Babos Kristina Mladenovic                                            | 5.211                                                                      | 10                                                                         | 23 de setembro                                                             |
| 4ª                                                                         | Gabriela Dabrowski Xu Yifan                                                | 4.635                                                                      | 20                                                                         | 2 de outubro                                                               |
| 5ª                                                                         | Chan Hao-ching Latisha Chan                                                | 4.145                                                                      | 20                                                                         | 7 de outubro                                                               |
| 6ª                                                                         | Barbora Krejčíková Kateřina Siniaková                                      | 4.000                                                                      | 11                                                                         | 14 de outubro                                                              |
| 7ª                                                                         | Samantha Stosur Zhang Shuai                                                | 3.920                                                                      | 13                                                                         | 7 de outubro                                                               |
| 8ª                                                                         | Anna-Lena Grönefeld Demi Schuurs                                           | 3.895                                                                      | 15                                                                         | 14 de outubro                                                              |
| 9ª                                                                         | Victoria Azarenka Ashleigh Barty                                           | 3.440                                                                      | 8                                                                          |                                                                            |
| 10ª                                                                        | Nicole Melichar Květa Peschke                                              | 3.415                                                                      | 25                                                                         |                                                                            |

## Grupos

### Simples
A edição de 2019 do torneio de final de temporada contou com quatro jogadoras número 1 do mundo, além de cinco campeãs e uma vice-campeã de torneios do Grand Slam. As competidoras foram divididas em dois grupos.
| Grupo Vermelho                       |
| ------------------------------------ |
| Ashleigh Barty [1]                   |
| Naomi Osaka [3]                      |
| Petra Kvitová [6]                    |
| Belinda Bencic [7]                   |
| Kiki Bertens [9] (Osaka se lesionou) |

| Grupo Roxo                               |
| ---------------------------------------- |
| Karolína Plíšková [2]                    |
| Bianca Andreescu [4]                     |
| Simona Halep [5]                         |
| Elina Svitolina [8]                      |
| Sofia Kenin [10] (Andreescu se lesionou) |

### Duplas
Não há fase de grupos nesta edição. As oito equipes se enfrentam unicamente em formato eliminatório.

## Finais
| Categoria | Campeã(s)                       | Vice-campeã(s)                | Resultado | Chave(s)  |           |
| --------- | ------------------------------- | ----------------------------- | --------- | --------- | --------- |
| Simples   | Ashleigh Barty                  | Elina Svitolina               | 6–1, 6–3  | principal |           |
| Duplas    | Tímea Babos Kristina Mladenovic | Hsieh Su-wei Barbora Strýcová | 6–4, 6–3  | principal | principal |